# Zenarchopterus
Zenarchopterus is een geslacht van straalvinnige vissen uit de familie van de halfsnavelbekken (Hemiramphidae). Het geslacht is voor het eerst wetenschappelijk beschreven in 1864 door Gill.

## Soorten
- Zenarchopterus buffonis (Valenciennes, 1847)
- Zenarchopterus clarus Mohr, 1926
- Zenarchopterus dispar (Valenciennes, 1847)
- Zenarchopterus dunckeri Mohr, 1926
- Zenarchopterus dux Seale, 1910
- Zenarchopterus ectuntio (Hamilton, 1822)
- Zenarchopterus gilli Smith, 1945
- Zenarchopterus pappenheimi Mohr, 1926
- Zenarchopterus quadrimaculatus Mohr, 1926
- Zenarchopterus rasori (Popta, 1912)
- Zenarchopterus striga (Blyth, 1858)
- Zenarchopterus xiphophorus Mohr, 1934
- Zenarchopterus alleni Collette, 1982
- Zenarchopterus caudovittatus (Weber, 1907)
- Zenarchopterus kampeni (Weber, 1913)
- Zenarchopterus novaeguineae (Weber, 1913)
- Zenarchopterus ornithocephala Collette, 1985
- Zenarchopterus philippinus (Peters, 1868)
- Zenarchopterus robertsi Collette, 1982